# Abdelatif Fati
Pour les articles homonymes, voir Fati.
Abdelatif Fati (en arabe : عبد اللطيف فاتي), né le 25 décembre 1990 à Casablanca au Maroc, est un joueur de futsal international marocain.

## Biographie

### Carrière en club
Natif de Casablanca, Abdelatif Fati fait ses débuts dans le futsal à la Caisse nationale de sécurité sociale (AOS CNSS), un club de Casablanca évoluant en deuxième division nationale, club avec lequel, il parvient à être promu dans l'élite du futsal marocain.
Il prend ensuite la direction du Feth Settat (CFSS) en 2013 accompgné de Mohamed Jouad futur coéquipier en sélection. Avec le CFSS, il découvre donc la première division, et remporte six titres de champion du Maroc (2014, 2015, 2017, 2018, 2019 et 2020) ainsi que trois de Coupe du Trône (2016, 2018 et 2019).
Fati évolue au Chabab Mohammédia depuis 2020. Club avec lequel il remporte le championnat national à trois reprises (en 2021, 2022 et 2023) et la Coupe du Trône (saison 2019-2020).
Le 26 juillet 2023, il s'engage en même temps que son compatriote Reda Khiyari à la RS Berkane pour un contrat de plusieurs saisons.

#### Avec le Loukkous Ksar El Kebir (2024-)
Abdelatif Fati s'engage avec le vice-champion du Maroc sortant, Loukkous Ksar El Kebir. Club avec lequel il remporte le championnat, le premier titre de l'histoire pour le club kasri. La même année, il remporte également avec cette équipe la Coupe du Trône de la saison sportive 2023-2024.

### En équipe nationale
Abdelatif Fati participe à la Coupe du monde de futsal de 2016 en Colombie. Le 18 septembre 2016, il inscrit son premier but en Coupe du monde face à l'Espagne (défaite, 4-3). Mais le Maroc ne parvient pas à franchir le premier tour.
Après avoir pris part à la préparation pour la CAN 2020, il est sélectionné dans la liste des 24 de Hicham Dguig pour disputer la phase finale du tournoi qui voit le Maroc triompher pour la deuxième fois consécutive après une finale remportée face à l'Egypte sur le score de 5-0,,.
Il participe et remporte la Coupe arabe 2021 en Égypte. Le premier titre pour la sélection marocaine qui avait échoué en finale en 1998 et 2005.
Le 4 septembre 2021, la fédération marocaine annonce la liste des joueurs qui iront disputer la Coupe du monde en Lituanie. Abdelatif Fati est retenu par Dguig pour défendre les couleurs marocaines. Abdelatif Fati dispute l'ensemble des matchs à la Coupe du monde. Un parcours inédit du Maroc qui franchit dans un premier temps le premier tour pour la première fois de son histoire. Après avoir éliminé le Venezuela, les Marocains se font sortir en quart de finale par les Brésiliens (1-0).
Abdelatif Fati est sélectionné par Hicham Dguig pour participer à la Coupe arabe de futsal 2022 qui a lieu au mois de juin 2022 en Arabie Saoudite où les Marocains parviennent à conserver leur titre,,,.
Après la Coupe arabe, il prend part avec la sélection à la Coupe des confédérations de futsal en Thaïlande durant le mois de septembre 2022. Compétition que le Maroc remporte pour la première fois en s'imposant face à l'Iran en finale (4-3).

## Statistiques

### Statistiques détaillées en club
Le tableau suivant recense les statistiques d'Abdelatif Fati :
| Saison                | Club                  | Championnat           | Championnat | Championnat | Championnat | Coupe(s) nationale(s) | Coupe(s) nationale(s) | Coupe(s) nationale(s) | Total | Total | Total |
| Saison                | Club                  | Division              | M.          | B.          | P.d.        | M.                    | B.                    | P.d.                  | M.    | B.    | P.d.  |
| 2020-2021             | Chabab Mohammédia     | Division 1            | 17          | 11          | 6           | 5                     | 3                     | 2                     | 22    | 14    | 8     |
| 2021-2022             | Chabab Mohammédia     | Division 1            | 17          | 3           | 7           | 4                     | 0                     | 1                     | 21    | 3     | 8     |
| 2022-2023             | Chabab Mohammédia     | Division 1            | 24          | 13          | 12          | 2                     | 0                     | -                     | 26    | 13    | 12    |
| Sous-total            | Sous-total            | Sous-total            | 58          | 27          | 25          | 11                    | 3                     | 3                     | 69    | 30    | 28    |
| Total sur la carrière | Total sur la carrière | Total sur la carrière | 58          | 27          | 25          | 11                    | 3                     | 3                     | 69    | 30    | 28    |

## Palmarès
| Feth Settat (8) | Chabab Mohammédia (4)                                                                                  | CL Ksar El Kebir (2)                                                                        | Équipe du Maroc (7) |
| --- | --- | ------------------------------------------------------------------------------------------- | --- |
| - Championnat du Maroc (5) : - Champion : 2014, 2015, 2017, 2019 et 2020 - Coupe du Trône (3) : - Vainqueur : 2015-16, 2017-18 et 2018-19 | - Championnat du Maroc (3) : - Champion : 2021, 2022 et 2023 - Coupe du Trône (1) : - Vainqueur : 2020 | - Championnat du Maroc (1) : - Champion : 2025 - Coupe du Trône (1) : - Vainqueur : 2023-24 | - Coupe d'Afrique des nations (2) - Champion : 2016 et 2020 - Tournoi international de Changshu (1) - Finaliste : 2018 - Vainqueur : 2019 - Tournoi international de Poreč (1) - Vainqueur : 2020. - Coupe arabe des nations (2) - Champion : 2021 et 2022 - Coupe des confédérations (1) - Champion : 2022 |

## Famille et vie privée
Il est le grand frère de Zakaria Fati[réf. nécessaire], joueur de futsal reconverti en footballeur classique. Les deux frères jouent ensemble lorsqu'ils évoluent à l'AOS CNSS jusqu'en 2013.